# Aoi matsuri

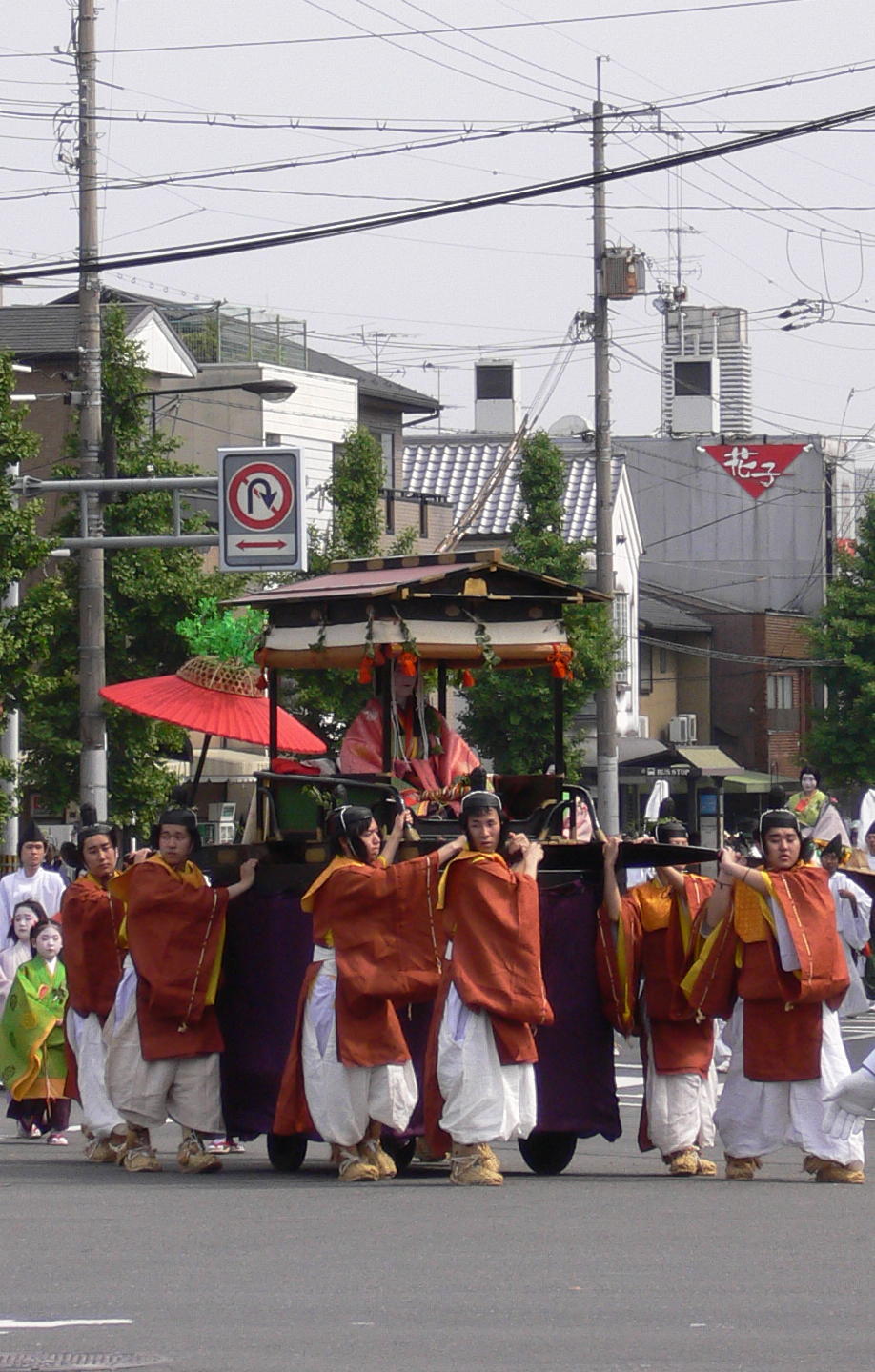
Un char du défilé du festival Aoi.

Aoi matsuri (葵祭り) est un des trois importants festivals ayant lieu à Kyōto, au Japon. Il se déroule chaque année le 15 mai.

## Présentation
Également connu sous le nom de Kamo matsuri, Aoi matsuri a lieu chaque année aux sanctuaires Kamigamo et Shimogamo. L'origine du festival remonterait à la période de l'empereur Kimmei (il y a approximativement mille quatre cents ans). Les récoltes ne donnaient pas satisfaction, et cela fut vécu comme une malédiction de l'esprit Kamo. Un cheval fut équipé pour galoper avec des cloches et les moissons furent abondantes.
Cette tradition se perpétue encore aujourd'hui. Le nom du festival d'Aoi provient de la tradition d'offrir des roses trémières (aoi) aux divinités, et à décorer les lieux saints, les participants et les chariots de bœuf avec des feuilles de roses trémières (bien qu'identifié à tort à la rose trémière, le aoi appartient en réalité à la famille des aristoloches et correspond au gingembre Asarum)[réf. nécessaire].